# Hidehiko Yoshida
Hidehiko Yoshida (Ōbu, 3 settembre 1969) è un judoka ed ex lottatore di arti marziali miste giapponese.
Come judoka vinse la medaglia d'oro alle Olimpiadi di Barcellona 1992 e ai mondiali di Birmingham 1999.
In qualità di lottatore di arti marziali miste è un veterano della prestigiosa promozione Pride e vanta importanti vittorie su Don Frye, Mark Hunt, Tank Abbott, Maurice Smith e Satoshi Ishii.

## Carriera nel Judo
Hidehiko Yoshida (吉田 秀彦 Yoshida Hidehiko) nasce a Ōbu, prefettura di Aichi, il 3 settembre 1969. Si afferma per la prima volta a livello internazionale ai Campionati Mondiali di Barcellona, dove conquista la medaglia di bronzo nella categoria -78 Kg. Sempre a Barcellona, nel 1992 vince la medaglia d'oro olimpica nella medesima categoria battendo in finale lo statunitense Jason Morris.
Nel 1994 giunge secondo ai Campionati di Tutto il Giappone (All-Japan Championship), la più importante competizione giapponese che non contempla categorie di peso, battendo avversari molto più prestanti e pesanti di lui tra i quali il campione del mondo Naoya Ogawa.
Ai Campionati del Mondo di Chiba (Giappone) del 1995 si presenta nella categoria -86 Kg e conquista la medaglia d'argento perdendo la finale contro il forte sud coreano Ki Young Jeon.
Ai Giochi olimpici di Atlanta del 1996 non riesce ad andare oltre il quinto posto.
Ai XXI Campionati Mondiali del 1999, svoltisi a Birmingham, sale sul gradino più alto del podio della categoria -90 Kg, sconfiggendo in finale il moldavo Victor Florescu.
Alle Olimpiadi di Sydney del 2000 si infortuna rompendosi un braccio durante l'incontro con il brasiliano Carlos Honorato (che poi vincerà la medaglia d'argento).

### Palmarès
- Giochi olimpici

Barcellona 1992: oro nei 78 kg.
- Campionati mondiali di judo

1991 - Barcellona: bronzo nei 78 kg.
1995 - Chiba: argento negli 86 kg.
1999 - Birmingham: oro nei 90 kg.

## Carriera nelle arti marziali miste
Dopo l'infortunio alle Olimpiadi si ritira dal Judo agonistico e si dedica alle MMA sconfiggendo al suo debutto Don Frye al Pride 23.
Negli incontri successivi sconfigge il campione del K-1 Masaki Satake e Kiyoshi Tamura. Subisce nel 2003 la prima sconfitta per decisione unanime contro il campione dei pesi mediomassimi del Pride Wanderlei Silva. I due si incontreranno di nuovo nel 2005 durante l'evento Pride: Total Elimination; Yoshida viene ancora sconfitto di stretta misura per decisione non unanime.
Si dimostra continuamente un combattente particolarmente ostico. Subisce la prima sconfitta per sottomissione dopo ripetuti calci alle gambe contro il croato Mirko Filipović.
Incontra in un confronto di grappling Royce Gracie, praticante di jiu jitsu brasiliano e vincitore dei primi tornei UFC. Yoshida vince l'incontro applicando la tecnica di strangolamento sode guruma jime che causa la perdita di conoscenza di Gracie. Non condividendo l'esito dell'incontro, Gracie chiederà la rivincita. Nel 2003 i due si incontrano quindi nuovamente (Pride: Shockwave) secondo però il regolamento delle MMA. Il combattimento termina in parità.
Nel 2005 sconfigge Tank Abbott e il judoka Naoya Ogawa. Quest'ultimo incontro gli vale un assegno da due milioni di dollari, uno dei premi più alti nella storia delle MMA.
Nel 2008 nel corso del primo evento (Sengoku) dell'organizzazione World Victory Road viene sconfitto da Josh Barnett. Nel medesimo anno vince contro il veterano dell'UFC Maurice Smith.
Nel 2009 viene sconfitto per decisione non unanime dal judoka e campione dell'ADCC Sanae Kikuta.
Nell'evento Dynamite!! del 31 dicembre 2009 sconfigge per decisione il campione olimpico di Pechino, il judoka Satoshi Ishii.
Nell'incontro di addio ai combattimenti perde per decisione contro Kazuhiro Nakamura, suo allievo.

### Risultati nelle arti marziali miste
| Risultato | Record | Avversario        | Metodo                           | Evento                                           | Data             | Round | Tempo | Città             | Note                                               |
| --------- | ------ | ----------------- | -------------------------------- | ------------------------------------------------ | ---------------- | ----- | ----- | ----------------- | -------------------------------------------------- |
| Sconfitta | 9–8-1  | Kazuhiro Nakamura | Decisione (unanime)              | ASTRA                                            | 25 aprile 2010   | 3     | 5:00  | Tokyo, Giappone   |                                                    |
| Vittoria  | 9–7-1  | Satoshi Ishii     | Decisione (unanime)              | Dynamite!! 2009                                  | 31 dicembre 2009 | 3     | 5:00  | Saitama, Giappone |                                                    |
| Sconfitta | 8–7-1  | Sanae Kikuta      | Decisione (non unanime)          | World Victory Road Presents: Sengoku no Ran 2009 | 4 gennaio 2009   | 3     | 5:00  | Saitama, Giappone |                                                    |
| Vittoria  | 8–6-1  | Maurice Smith     | Sottomissione (neck crank)       | World Victory Road Presents: Sengoku 3           | 8 giugno 2008    | 1     | 3:23  | Saitama, Giappone |                                                    |
| Sconfitta | 7–6-1  | Josh Barnett      | Sottomissione (heel hook)        | World Victory Road Presents: Sengoku 1           | 5 marzo 2008     | 3     | 3:23  | Tokyo, Giappone   |                                                    |
| Sconfitta | 7–5-1  | James Thompson    | KO Tecnico (colpi)               | Pride Shockwave 2006                             | 31 dicembre 2006 | 1     | 7:50  | Saitama, Giappone |                                                    |
| Sconfitta | 7–4-1  | Mirko Filipović   | Sottomissione (calci alle gambe) | Pride Critical Countdown Absolute                | 1º luglio 2006   | 1     | 7:38  | Saitama, Giappone | Pride 2006 Openweight Grand Prix, Quarti di finale |
| Vittoria  | 7–3-1  | Yōsuke Nishijima  | Sottomissione (triangolo)        | Pride Total Elimination Absolute                 | 5 maggio 2006    | 1     | 2:33  | Osaka, Giappone   | Pride 2006 Openweight Grand Prix, Primo turno      |
| Vittoria  | 6–3-1  | Naoya Ogawa       | Sottomissione (armbar)           | Pride Shockwave 2005                             | 31 dicembre 2005 | 1     | 6:04  | Saitama, Giappone |                                                    |
| Vittoria  | 5–3-1  | Tank Abbott       | Sottomissione (gi choke)         | Pride Final Conflict 2005                        | 28 agosto 2005   | 1     | 7:40  | Saitama, Giappone |                                                    |
| Sconfitta | 4–3-1  | Wanderlei Silva   | Decisione (non unanime)          | Pride Total Elimination 2005                     | 23 aprile 2005   | 3     | 5:00  | Osaka, Giappone   |                                                    |
| Sconfitta | 4–2-1  | Rulon Gardner     | Decisione (unanime)              | Pride Shockwave 2004                             | 31 dicembre 2004 | 3     | 5:00  | Saitama, Giappone |                                                    |
| Vittoria  | 4–1-1  | Mark Hunt         | Sottomissione (armbar)           | Pride Critical Countdown 2004                    | 20 giugno 2004   | 1     | 5:25  | Saitama, Giappone |                                                    |
| Parità    | 3–1-1  | Royce Gracie      | Parità                           | Pride Shockwave 2003                             | 31 dicembre 2003 | 2     | 10:00 | Saitama, Giappone |                                                    |
| Sconfitta | 3–1    | Wanderlei Silva   | Decisione (unanime)              | Pride Final Conflict 2003                        | 9 novembre 2003  | 2     | 5:00  | Tokyo, Giappone   | Pride 2003 Middleweight Grand Prix, Semifinale     |
| Vittoria  | 3–0    | Kiyoshi Tamura    | Sottomissione (ezekiel choke)    | Pride Total Elimination 2003                     | 10 agosto 2003   | 1     | 5:06  | Saitama, Giappone | Pride 2003 Middleweight Grand Prix, Primo turno    |
| Vittoria  | 2–0    | Masaaki Satake    | Sottomissione (neck lock)        | Inoki Bom-Ba-Ye 2002                             | 31 dicembre 2002 | 1     | 0:50  | Saitama, Giappone |                                                    |
| Vittoria  | 1–0    | Don Frye          | Sottomissione (armbar)           | Pride 23: Championship Chaos 2                   | 24 novembre 2002 | 1     | 5:32  | Tokyo, Giappone   | Debutto in Pride                                   |